# Elefante-asiático
O elefante-asiático (Elephas maximus) é a única espécie viva do gênero Elephas. Ocorre no sudeste asiático da Índia e Nepal, até o oeste e leste de Bornéu. Três subespécies são reconhecidas atualmente. Os elefantes asiáticos são os maiores animais terrestres vivos da Ásia.
Desde 1986, o elefante asiático é classificado como, Em perigo pela UICN, uma vez que as populações diminuíram pelo menos 50% nas últimas três gerações, eles vivem aproximadamente 60-75 anos. O elefante asiático é ameaçado principalmente pela caça, destruição e fragmentação de seu habitat. Em 2003, a população selvagem foi estimada entre 41 410 e 52 345 indivíduos. Os elefantes cativos fêmeas são conhecidas por ultrapassarem os 60 anos de idade quando mantidas em ambientes semi-naturais, como campos e florestas. Nos zoológicos, os elefantes asiáticos geralmente morrem bastante novos; populações cativas estão em declínio devido a uma baixa taxa de natalidade e alta taxa de mortalidade.
O gênero Elephas se originou na África Subsaariana durante o Plioceno e se espalhou por toda a África antes de migrar para o sul da Ásia. Os primeiros indícios da domesticação de elefantes asiáticos são gravuras que datam do terceiro milênio antes de Cristo.

## Taxonomia
Carl Linnaeus descreveu primeiro o gênero Elephas com base em um elefante do Ceilão sob o binômio de Elephas maximus em 1758. Em 1798, Georges Cuvier descreveu o elefante indiano sob o binômio Elephas indicus. Em 1847, o elefante de Sumatra foi descrito por Coenraad Jacob Temminck sob o binômio de Elephas Sumatranus. Em 1940 Frederick Nutter Chasen classificou os três como subespécies de elefantes asiáticos.
O elefante-asiático é atualmente divido em Três subespécies:
- Elefante-indiano (s.s.), E. m. indicus - A maioria dos indivíduos apresenta presas. É a subespécie mais abundante, com populações que se estendem da Índia à península de Malaca.
- Elefante-do-ceilão ou elefante do Sri Lanka E. m. maximus - É a maior subespécie existente e a única que alcança, e por vezes supera, os 3 metros de altura, sendo o seu crânio é proporcionalmente maior do que o das outras subespécies. É endêmico do Sri Lanka.
- Elefante-de-sumatra, E. m. sumatrensis - Nativo da ilha de Sumatra, é de pequeno tamanho (1,7 a 2,3 metros de altura).

Subespécies inválidas ou extintas:
- Elefante-pigmeu-de-Bornéu, E. m. borneensis (questionável) -  Supostamente a menor de todas as subespécies. Têm costas proporcionalmente mais largas, presas mais finas e orelhas mais amplas. Está restrito ao noroeste da ilha de Bornéu. Segundo estudos genéticos, esta população se separou das outras subespécies há 300 mil anos. No entanto a crença popular suporta a ideia de que eles na verdade são elefantes ferais que se originaram a partir de elefantes trazidos de presente para O sultão de Sulu em 1750 através da Companhia das Índias Orientais.
- Elefante-sírio E. m. asurus† - Extinto. Era a maior e mais ocidental subespécie de elefante asiático, tornou-se extinto por volta de 100 antes de Cristo. Esta população juntamente com o elefante-indiano foi utilizada com elefante de guerra na antiguidade.
- Elefante-Chinês E. m. rubridens - Extinto. Desapareceu após o século XIV aC.

## Características

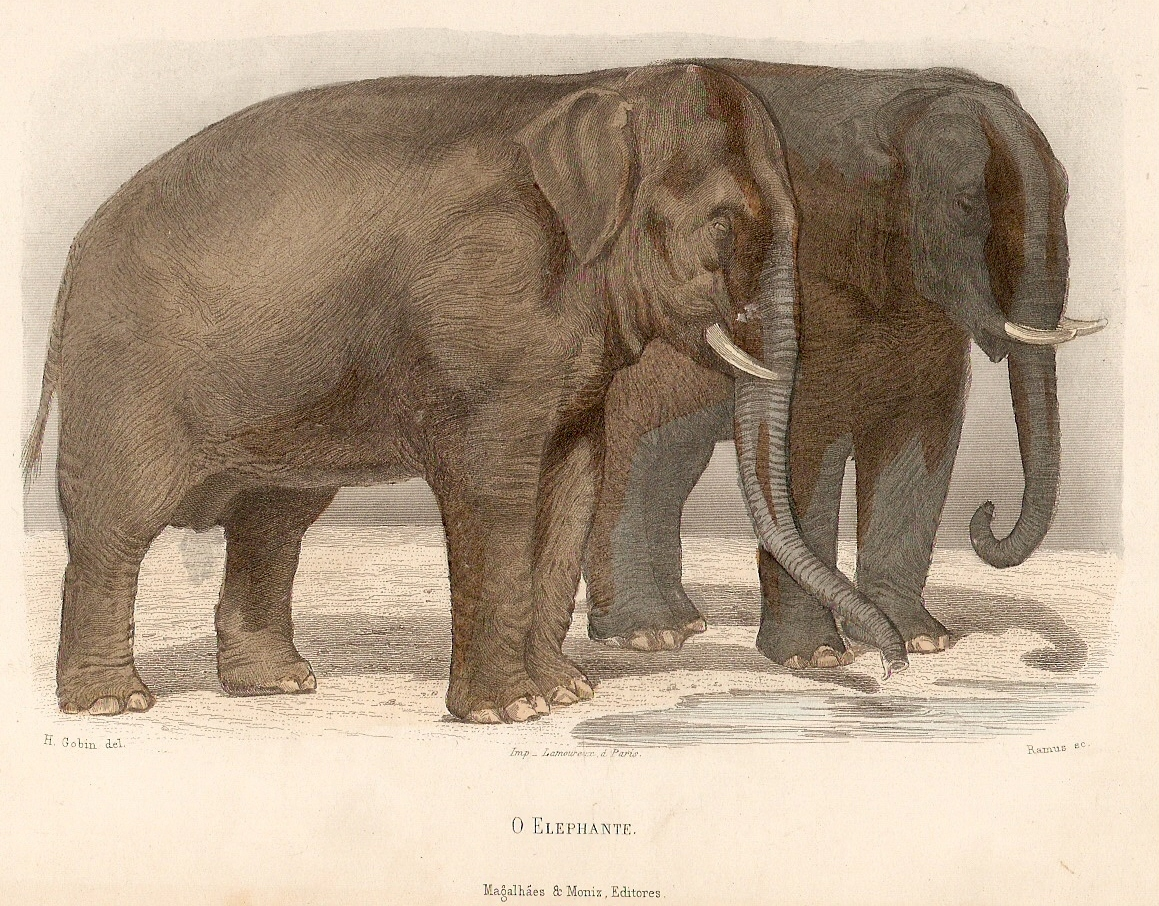
"O Elephante" - Gravura pintada à mão e datada de 1890 - Ilustração por H.Gobin e gravação por Ramus - Impresso em França pela "Lamoureaux de Paris" e publicada por Magalhães e Moniz Editores, Portugal

Os elefantes-asiáticos machos atingem em média 2,75 m de altura no ombro e um peso médio de 4 toneladas, as fêmeas por outro lado têm em média 2,40 m de altura e um peso médio de 2,7 toneladas. O comprimento do corpo e da cabeça, incluindo a tromba, é de 5,5-6,5 m, com a cauda de 1,20-1,50 m de comprimento. O maior elefante asiático já registrado pesava 7 toneladas, tinha 3,43 m de altura no ombro e 8,06 m de comprimento. Há relatos porém de animais muito maiores de até 3,7 m de altura.
Possui orelhas pequenas e defesas um tanto leves. A espécie é desde há muito utilizada pelo homem como animal de guerra, em trabalhos florestais e como meio de transporte. Apesar disso, o elefante-indiano nunca foi domesticado uma vez que todos os animais em cativeiro nascem em liberdade.

As principais diferenças entre este e o elefante-africano são: o tamanho menor, costas mais arqueadas, orelhas menores, 4 unhas nas patas traseiras em vez de 3, 19 pares de costelas em vez de 21, 34 vértebras caudais, ausência de presas de marfim nas fêmeas.